# Liste der Members des Order of Canada/M
Diese Liste gibt einen Überblick aller Personen, denen die Auszeichnung Member of the Order of Canada verliehen wurde.

## M
1. Ann C. Macaulay
2. George Boyd MacBeath
3. P. Ann MacCuspie
4. Donald C. MacDonald
5. George F. MacDonald
6. Mary Elizabeth Macdonald
7. Neil MacDonald
8. Thelma P. MacDonald
9. John A. MacDonell
10. Peter L.P. Macdonnell
11. James Colin MacDougall
12. Reford MacDougall
13. Allan MacEachen
14. Allister MacGillivray (2013)
15. James G. MacGregor
16. Dorothy A. Macham
17. Joseph B. MacInnis
18. Joseph C. Mack
19. Alexander Wayne MacKay
20. Bertram R. MacKay
21. Julien S. Mackay
22. Patricia M. MacKay
23. Harry D. MacKenzie
24. Lewis W. MacKenzie
25. Arthur MacKinnon
26. Dorothy G. MacKinnon
27. Janice MacKinnon
28. Michael K. Macklem
29. Joy Harvie Maclaren
30. H. Wade MacLauchlan
31. George Campbell MacLean
32. Elinor Elizabeth MacLellan
33. Roderick J. MacLennan
34. Gregory Jerome MacLeod
35. Jean Achmatowicz MacLeod
36. Robert Graham MacLeod
37. Hugh Allan (Buddy) MacMaster
38. Natalie MacMaster
39. C. Lamont MacMillan
40. Viola MacMillan
41. James Alexander MacMurray
42. Geraldine MacNamara
43. John A. MacNaughton
44. Leo MacNeil
45. Rita MacNeil
46. Teresa MacNeil
47. Brian F. MacNeill
48. Rita V. MacNeill
49. Robert Lloyd George MacPhail
50. Douglas MacPhee
51. Dorothy Macpherson
52. Duncan I. MacPherson
53. J. Fraser MacPherson
54. Kathleen Macpherson
55. R. Gordon M. Macpherson
56. Herbert Farquhar MacRae
57. Marion Bell MacRae
58. Guy Maddin (2012)
59. Bahadur Madhani
60. Lino Magagna
61. Christine Magee (2015)
62. David J. Magee
63. George C. Mager
64. Stephen A. Magnacca
65. Henry Fook Yuen Mah
66. Louise Y. Maheu
67. Renée Maheu
68. George Maheux
69. Louise Maheux-Forcier
70. Leo James Mahoney
71. Francis William Mahovlich
72. Mary Majka
73. Jean-Louis Major
74. Julien Major
75. Leon Major
76. Helen Mamayaok Maksagak
77. Roger Malaison
78. Eric Maldoff
79. Lalita Malhotra
80. Donald M. Malinowski
81. Eleanor A. Malkin
82. Jane Mallett
83. Mick Mallon
84. Aidan Maloney
85. Salvatore Mancuso
86. Elizabeth Manley
87. John P. Manley
88. Anthony T. Mann
89. Susan Mann
90. Annie E. Manning
91. Leslie (Les) Manning (2011)
92. Edith E. Manuel
93. Helen Manyfingers
94. Judith Mappin
95. George Edward Mara
96. Pierre Maranda
97. Azilda L. Marchand
98. Leonard S. Marchand
99. Arthur Marchildon
100. Monique Marcil
101. Célestin (Paul-Émile) Marcotte
102. Gilles Marcotte
103. Raymond J. Marcotte
104. Rémi Marcoux
105. A. Hollis Marden
106. Austin A. Mardon
107. Richard Gordon Margolese
108. Charles-Eugène Marin
109. René J. Marin
110. Alain Marion
111. Daphne Marlatt
112. Falah B. Maroun
113. Paul-Yvan Marquis
114. Michael Marrus
115. K. Barry Marsden (2013)
116. Lorna R. Marsden
117. James Harley Marsh
118. Jack Marshall
119. Joseph B. Marshall (2014)
120. Kenric R. Marshall
121. William Marshall
122. William L. Marshall
123. Ethel G. Martens
124. Patricia Martens (2013)
125. Carol Martin (2014)
126. Fred V. Martin
127. Frederic Shaw Martin
128. Paul-Aimé Martin
129. Richard Martin
130. Beverly Sharon Mascoll
131. Norman Byron (Dutch) Mason
132. Salem Masry (2012)
133. René Massé
134. David Matas
135. Alexander D.M. Matheson
136. Robert S. Matheson
137. Francis A.L. Mathewson
138. Roméo Mathieu
139. Monica Matte
140. Charles A. G. Matthews
141. F. Richard Matthews
142. Guy Mauffette
143. Nurjehan Mawani
144. Judith Maxwell
145. Elaine R. May
146. Kenneth Maybee (2012)
147. John T. Mayberry
148. William M. Mayne
149. Robert Donald McAllister
150. Des McAnuff (2012)
151. George Arnold McArthur
152. Gordon Almon McBean
153. Donald G. McBride
154. Joan H. McBride
155. Eric McBurnie
156. John Robert McCaig
157. Margaret Ann McCaig
158. Allison McCain (2014)
159. Laura B. McCain
160. Robert D. McCall
161. Hazel McCallion
162. James A. McCambly
163. Doris McCarthy
164. J. William McCarthy
165. Josephine McCarthy
166. Robert D. McChesney
167. Evan McCormick
168. Margaret Scott McCready
169. Frederick G. McCrimmon
170. Stanley H. McCuaig
171. Dean McCubbin
172. Mary Rose McCulloch
173. Mattie L. McCullough
174. Howard McCurdy
175. Annetta McDonald
176. Graeme Donald McDonald
177. Leslie McDonald (2013)
178. Lynn McDonald (2015)
179. Wendy Burdon McDonald
180. Alexa McDonough
181. Ian W. McDougall
182. Médéric Zéphirin McDougall
183. Frank F. McEachren
184. Frederick Charles McElman
185. Thomas D. McEntee
186. Murray D. McEwen (2013)
187. Robert R. McEwen
188. Anna McGarrigle
189. Kate McGarrigle
190. Gerald A.B. McGavin
191. John A. McGinnis
192. Pearl Kathryne McGonigal
193. John H.C. McGreevy
194. Frederick George McGuinness
195. Vernon McIlwraith
196. Jennie Elizabeth McInnes
197. Barbara McInnes
198. Mary Hamilton McInnis
199. Roderick R. McInnes
200. Clifford M. McIntosh
201. G. Scott McIntyre
202. Preston McIntyre
203. Vera E. McIver
204. Daniel E. McIvor
205. Edna Hellen McIvor
206. Don McKay
207. Mae F. McKay
208. William John McKeag
209. Katherine McKeever
210. John Duncan McKellar
211. Loreena McKennitt
212. Peggy McKercher
213. Alasdair J. McKichan
214. Tommy McKillop
215. Joan M. McKim
216. Donald McKinnon
217. Frank L. McKinnon (2014)
218. Nancy McKinstry
219. Murray McLauchlan
220. George Robert McLaughlin
221. Isabel McLaughlin
222. John McLaughlin
223. John D. McLaughlin
224. M. Michaelena McLaughlin
225. Charles Grant McLean
226. Hugh John McLean
227. Kenneth McLean
228. A. Anne McLellan
229. Joanne E. McLeod
230. Margaret L. McLeod
231. Norman William McLeod
232. Thomas Hector MacDonald McLeod
233. James W. McLoughlan
234. Robert McMichael
235. Kenneth G. McMillan
236. Robert Younghusband McMurtry
237. Roland Roy McMurtry
238. Hilliard McNab
239. Edward E. McNally
240. Shirley Helen McNaughton
241. Nancy Flora McNee
242. Malcolm Bruce McNiven (2014)
243. Carolyn Irene McNulty
244. Marilou McPhedran
245. W. R. (Bob) McPhee (2013)
246. Gary William Wilcox McPherson
247. Marvelle McPherson
248. Albert H. McQuoid
249. Elizabeth McWeeny (2012)
250. Marion I. Meadmore
251. Michael Meaney (2011)
252. C. Edward Medland
253. Horace W. Meech
254. Howard (Howie) William Meeker
255. Donald E. Meeks
256. Zarin Mehta
257. Christine Meikle
258. Alexander Meisels
259. Axel Meisen
260. Victor Michael Melnikoff
261. Louis Melosky
262. Thomas R. Melville-Ness
263. L. Jacques Ménard
264. Frederick Mendel
265. Nathan Saul Mendelsohn
266. Arthur Redpath Menzies
267. Heather Anne Menzies (2013)
268. S. June Menzies
269. Ruby Mercer
270. Oscar Mercure
271. Angus Merrick
272. Patricia M. Messner
273. John Metcalf
274. Julius D. Metrakos
275. George Geoffrey Meyerhof
276. John E. Meyers
277. Lorne Michaels
278. Alex Charles Michalos
279. Marguerite Michaud
280. Neil Joseph Michaud
281. Pierre Michaud
282. Robert Michaud
283. Sylvio Michaud
284. Norma Irene Mickelson
285. Kamal K. Midha
286. Jessie Beaumont Mifflen
287. Arthur K. Miki
288. Roy A. Miki
289. John C. Miles
290. Joseph Milic-Emili
291. Ian D. Millar
292. Arliss Miller
293. James Edwin Harris Miller
294. Leonard Miller
295. Louise Miller
296. M. Corinne Church Miller
297. Michael J. Miller
298. William Millerd
299. Imelda Millette
300. Harold S. Millican
301. Mildred Milliea
302. Alan Mills
303. Donald Oliver Mills
304. Thora R. Mills
305. Rose Eleanor Milne
306. William Alexander Milroy
307. Karen Minden
308. J. William E. Mingo
309. Jeanne Minhinnick
310. Brian Earl Minter
311. Roy Seymour Minter
312. Jack Mintz (2015)
313. David Mirvish
314. Rita Mirwald
315. Charles Stuart Mitchell
316. Douglas Mitchell
317. Kenneth Ronald Mitchell
318. Lois Mitchell (2012)
319. Masajiro Miyazaki
320. Randall Moffat
321. Garfield McLeod Moffatt
322. Harding P. Moffatt
323. Colin John G. Molson
324. Eric H. Molson
325. Iona Monahan
326. Roger B. Mondor
327. Richard Monette
328. Nicole-Henriette Mongeau
329. Claude Montmarquette
330. Cécile J.G. Montpetit
331. Jean C. Monty
332. Rufus Ezra Moody
333. Audrey L. Moore
334. Donald W. Moore
335. Dorothy Moore
336. Trevor F. Moore
337. W. Kenneth Moore
338. Alvaro Morales
339. Patrick Joseph Moran
340. Susan M. Moran
341. Nicholas Everard Morant
342. Oskar Morawetz
343. John Reid Morden
344. John Wilson Morden (2015)
345. Gérald Moreau
346. Jean-Guy Moreau
347. James J. Morelli
348. Bernice Morgan (2012)
349. Gwyn Morgan
350. Pegi Morgan-Hayes
351. Norbert Rubin Morgenstern
352. Henry Morgentaler
353. Clément Morin
354. Dollard Morin
355. Auguste-M. Morisset
356. Richard Morisset
357. David L. Moroni
358. Audrey Atrill Morrice
359. Alwyn Morris
360. Ruth Rittenhouse Morris
361. Bram Morrison
362. Diane Morrison (2013)
363. James H. Morrison
364. Norval Morrisseau
365. Avrum Morrow
366. Patrick Allan Morrow
367. Alton L. Morse
368. Eric W. Morse
369. Ann Mortifee
370. Ann Mortimer
371. Virgil P. Moshansky
372. Robert Lynn Mossing
373. Roger G. Motut
374. Wajdi Mouawad
375. Jean-Marie Mouchet
376. Corinne Mount Pleasant-Jetté
377. Djavad Mowafaghian (2013)
378. Douglas L. Mowat
379. Alexander Mozes
380. Aftab Ahmad Mufti
381. David S. Mulder
382. Phyllis B. Munday
383. John James Alexander Mundle
384. Peter Munk
385. Mary Elizabeth Munn
386. Jack Munro
387. James Armstrong Munro (2014)
388. Raymond Alan Munro
389. Robert N. Munsch
390. Takashi Murakami
391. Matilda Murdoch
392. John J. Murphy
393. Joseph Stanley Murphy
394. Noel Francis Murphy
395. Sean Murphy
396. Elizabeth Murray
397. Geoffrey Stuart Murray
398. Jane B. D. Murray
399. Kenneth George Murray
400. Lawrence Murray (2013)
401. Robert Gray Murray
402. Timothy M. Murray
403. J. E. V. Murrell
404. Lawrence A. Mysak